# Puente ferroviario de Windsor
El puente ferroviario de Windsor (nombre original en inglés: Windsor Railway Bridge) es una estructura de hierro forjado con tipología de arco tesado situada en Windsor (Berkshire), que cruza el río Támesis en el tramo entre las esclusas de Romney y de Boveney. Soporta el paso del ramal que conecta Slough y Windsor.
Fue diseñado por el famoso ingeniero civil británico Isambard Kingdom Brunel y se considera un precursor de su último gran trabajo, el Puente Royal Albert. Se construyó durante la década de 1840 para permitir el paso sobre el río Támesis de la Línea de Slough a Windsor & Eton del Great Western Railway (GWR). Debido a las preocupaciones planteadas por el rector del Colegio de Eton, el puente tuvo que cruzar el río evitando el uso de apoyos intermedios. Posteriormente, la construcción del ferrocarril se autorizó durante 1848 y avanzó a un ritmo rápido, de forma que la línea y el puente se abrieron por primera vez al tráfico el 8 de octubre de 1849.
A principios de la década de 1860, los viaductos de acceso de madera originales fueron reemplazados por arcos de ladrillo. Durante 1908, los pilotes de fundición de hierro del puente se sustituyeron por estribos de ladrillo, acortando un poco su luz hasta dejarla en 184 pies 6 pulgadas (56,2 m), y también se renovaron las vigas transversales y los soportes de los carriles por elementos equivalentes de acero. Si bien el puente ferroviario de Windsor se construyó originalmente para permitir el paso de una vía doble, desde que el ferrocarril se unificó como medida de racionalización durante la década de 1960, solamente una vía ha cruzado el puente. En 1975, el puente se convirtió en monumento clasificado de Grado II*.

## Historia

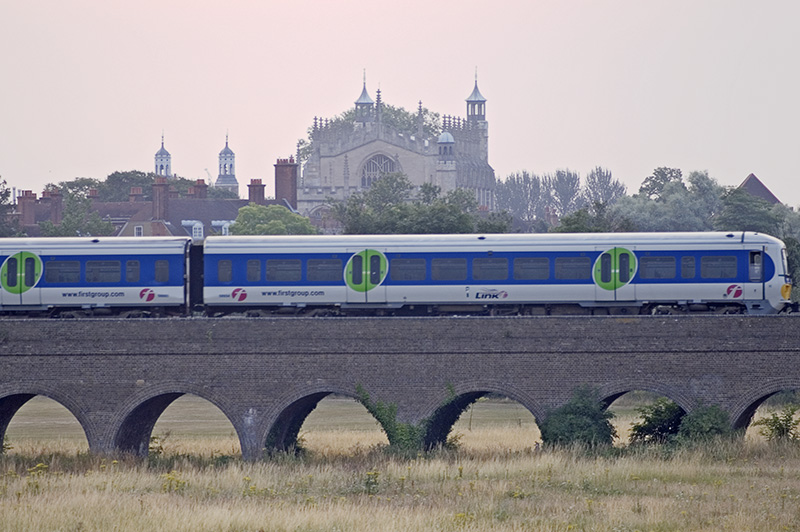
El viaducto de ladrillo que lleva la línea del GWR hacia Windsor (mirando al este hacia el Colegio de Eton)

La construcción de lo que se convertiría en la Línea de Slough a Windsor & Eton fue uno de los primeros objetivos del Great Western Railway (GWR), pero se retrasó y, por lo tanto, no se pudo incluir en la Ley del Parlamento original obtenida por la empresa debido a las objeciones planteadas por el rector del cercano Colegio de Eton. La aprobación parlamentaria de la línea finalmente se emitió en 1848, pero estuvo acompañada de una disposición para la protección de los servicios pertenecientes a la universidad, que incluía el requisito de que el río Támesis se mantuviera completamente despejado donde el ferrocarril lo cruzase, por lo que necesitaba un diseño y materiales avanzados.
Independientemente de esta complicación, la construcción de la línea y el puente comenzó casi de inmediato. El contratista designado para construir el puente fue el Sr. George Hannet. El 8 de octubre de 1849 se abrió al tráfico la ruta terminada.
Desde su finalización, se han realizado numerosas reformas y modificaciones a la estructura original. Entre 1861 y 1865, los caballetes de madera originales de los tramos de viaducto que formaban los accesos al puente ferroviario de Windsor fueron reemplazados por arcos de ladrillo. Durante 2019 se restauró visualmente el viaducto, eliminando las pintadas.

## Diseño
El puente ferroviario de Windsor es una estructura de un solo vano, que consta de tres cerchas tesadas en su parte inferior que sujetan dos tableros, cada uno de los cuales llevaba una de las dos vías originales que atravesaban el puente. Es posible que sea el puente ferroviario de hierro forjado más antiguo del mundo que permanece en servicio regular. Diseñado por Isambard Kingdom Brunel, el puente ha sido considerado un precursor de la última obra maestra del propio Brunel, el puente Royal Albert ubicado en Saltash. Debido a su importancia histórica y de ingeniería, el puente ferroviario de Windsor se convirtió en Grade II* listed structure en 1975.
Tal como se construyó originalmente, el puente tenía una luz oblicua de 202 pies (61,6 m), con los tableros apoyados sobre unas pilas de fundición de hierro de seis pies de diámetro macizadas con hormigón. Sin embargo, durante 1908, estos pilotes fueron reemplazados por varios estribos de ladrillo, lo que supuso reducir la luz del puente a 184,5 pies (56,2 m). Conjuntamente con esta obra, se llevaron a cabo otras remodelaciones del puente, como la sustitución tanto de vigas transversales como de carriles por nuevos elementos de acero.
Aunque el puente tenía dos vías, la del lado aguas arriba (oeste) se eliminó como resultado de una de las racionalizaciones de la década de 1960. Desde entonces, el espacio resultante se ha reutilizado para un sistema de aguas residuales y una tubería principal de agua.
El viaducto sur de acceso hasta la Estación Central de Windsor y Eton mide 2000 pies (609,6 m), mientras que el tramo del viaducto del lado norte mide 3240 pies (987,6 m), por lo que un solo puente-viaducto de rasante plana mide más de 1 milla (1,6 km).